# Backwoods-Film

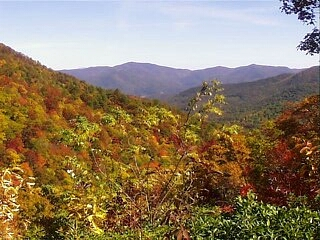
Chattahoochee National Forest, Schauplatz des Films Beim Sterben ist jeder der Erste

Der Backwoods-Film (deutsch: „Hinterwäldler-/Hinterste-Provinz-Film“) ist ein eigenständiges Filmgenre, das oft auch als ein Subgenre des Horrorfilms gesehen wird.
Zu ihm gehören eine Reihe teilweise sehr unterschiedlicher Filme, deren gemeinsames Merkmal es nach dem Literatur- und Medienwissenschaftler Udo Franke-Penski ist, dass eine Gruppe städtischer Durchschnittsmenschen (meist Teenager) in einer Wildnis vom Weg abkommt und „aus der Zivilisation in die Hölle einer archaischen Vergangenheit treten, in der es kein Gesetz, keine Ordnung und keinen Schutz gibt, nur Gewalt, Grauen und das Recht des Stärkeren. Will man diese Hölle überleben, muss man bis zum Finale […] den zivilisierten Anteil seiner Persönlichkeit verdrängen und zu den Mitteln der Monster greifen – Gewalt und Gnadenlosigkeit.“ Es muss sich, wie Weston Ochse schon im Hinblick auf literarische Vorlagen betonte, nicht um eine spezielle Lokalität handeln, sondern lediglich um einen isolierten, also völlig abgeschiedenen Ort. So konnte zum Beispiel der Film Urban Explorer (2011, Regie: Andy Fetscher) zum Backwoods-Horror gezählt werden, obwohl die Handlung nicht in einem Wald, sondern in den Tunneln und Bunkersystemen unter Berlin stattfindet.
Zumindest als Subgenre des Horrorfilms fand der Backwoods-Film seine Begründung 1974 durch den Film The Texas Chainsaw Massacre (1974, Regie: Tobe Hooper), auch wenn beispielsweise Calum Waddell in dem Film Spider Baby (1964, Regie: Jack Hill) einen frühen Vorläufer sieht. Rückblickend werden auch frühere Filme wie Two Thousand Maniacs! (1964, Regie: Herschell G. Lewis) und Beim Sterben ist jeder der Erste (1972, Regie: John Boorman) in dieses Genre eingeordnet. Nach dem Erfolg von Hoopers Chainsaw Massacre erschienen bis heute zahlreiche Genrevertreter, deren neueste Beispiele Filme wie Wrong Turn (2003, Regie: Rob Schmidt) oder The Hills Have Eyes – Hügel der blutigen Augen (2006, Regie: Alexandre Aja) darstellen. Die explizite Gewaltdarstellung in diesen neueren Filmen birgt dabei Übergänge zum sog. „Torture Porn“. Auch in Europa finden sich seither vermehrt Backwoods-Filme wie Eden Lake (2008, Regie: James Watkins), Frontier(s) (2007, Regie: Xavier Gens), Manhunt Backwoods Massacre (2008, Regie: Patrik Syversen) oder Backwoods – Die Jagd beginnt (2006, Regie: Koldo Serra). Die Motive und die Ikonografie des Genres sind dem Publikum inzwischen so vertraut, dass im Jahre 2010 mit Tucker and Dale vs Evil (2010, Regie: Eli Craig) eine erfolgreiche Persiflage („a backwoods comedy“) auf das Genre erscheinen konnte.

## Beispiele
- 1967: Spider Baby
- 1974: The Texas Chainsaw Massacre
- 1977: Blutrausch
- 1977: Hügel der blutigen Augen
- 1981: Die letzten Amerikaner
- 1999: Bats – Fliegende Teufel
- 2003: Wrong Turn
- 2005: The Descent – Abgrund des Grauens
- 2005: Wolf Creek
- 2006: Cold Prey – Eiskalter Tod
- 2007: Frontier(s) – Kennst du deine Schmerzgrenze?
- 2008: Eden Lake
- 2008: Manhunt Backwoods Massacre
- 2011: Urban Explorer
- 2021: Wrong Turn – The Foundation (Wrong Turn)